# 久美堂
株式会社久美堂（ひさみどう）は、東京都町田市を中心に経営する書店チェーン。

## 概要
1945年（昭和20年）10月に、現会長・井之上賢一の母・久子が町田駅前に店舗面積2坪の貸本屋「久美堂文庫」を創業。屋号の由来は「人はいく久しく美しくあれ」との意味を込めて付けられたもの。
1947年（昭和22年）5月に現在の本店所在地に店舗を移転し、「久美堂書店」として新刊書籍・雑誌・文部省検定教科書および文具等に営業品目を拡張。1951年（昭和26年）6月には現法人を設立。本町田店には書店としては珍しいドライブスルーがある。2017年11月1日より楽天ポイントの利用が開始された（玉川学園店を除く）
2020年（令和2年）7月30日の定時株主総会並びに取締役会にて、井之上健浩取締役副社長が代表取締役社長に昇格する人事を発表し、井之上賢一代表取締役社長は代表権をもった会長職（代表取締役会長）に就任した。
2022年（令和4年）4月1日よりヴィアックスと共同で町田市立鶴川駅前図書館運営業務の指定管理者に選定された。
2023年（令和5年）5月23日からは新たな取り組みとして、本町田店で町田市立図書館の予約資料受渡しサービスが開始された。

## 店舗

### 町田市内
- 本店（1945年10月開店、1947年5月移転、1972年3月リニューアル）
- 四丁目店（1963年8月開店、1999年11月リューアル）
- 本町田店（1988年12月開店） - ドライブスルー設置店舗。町田市立図書館予約資料受渡しサービス実施店[7]。
- 玉川学園店（2018年7月6日開店、2025年4月25日リニューアル）

### 市外
- 愛川店（1997年2月開店）
- 伊勢原店（2008年7月開店）

### かつて存在していた店舗
- 多摩境店（2000年1月開店、2011年11月6日閉店）
- 木曽店
- 旭町店（1987年7月開店、2011年5月31日閉店） - 業界初のドライブスルー設置店舗だった
- 小田急店（1976年9月開店、2021年2月1日閉店）
- 東急ハンズ店（1983年10月開店、2007年8月29日閉店）
- 高ヶ坂店（1991年6月開店、2008年4月29日閉店）
- 成瀬店
- 鴨志田店 - 三菱化学（現・三菱ケミカル）科学技術研究センター横浜の売店内店舗だった